# Julius Sachs
Julius von Sachs (Breslavia, 2 ottobre 1832 – Würzburg, 29 maggio 1897) è stato un botanico tedesco.

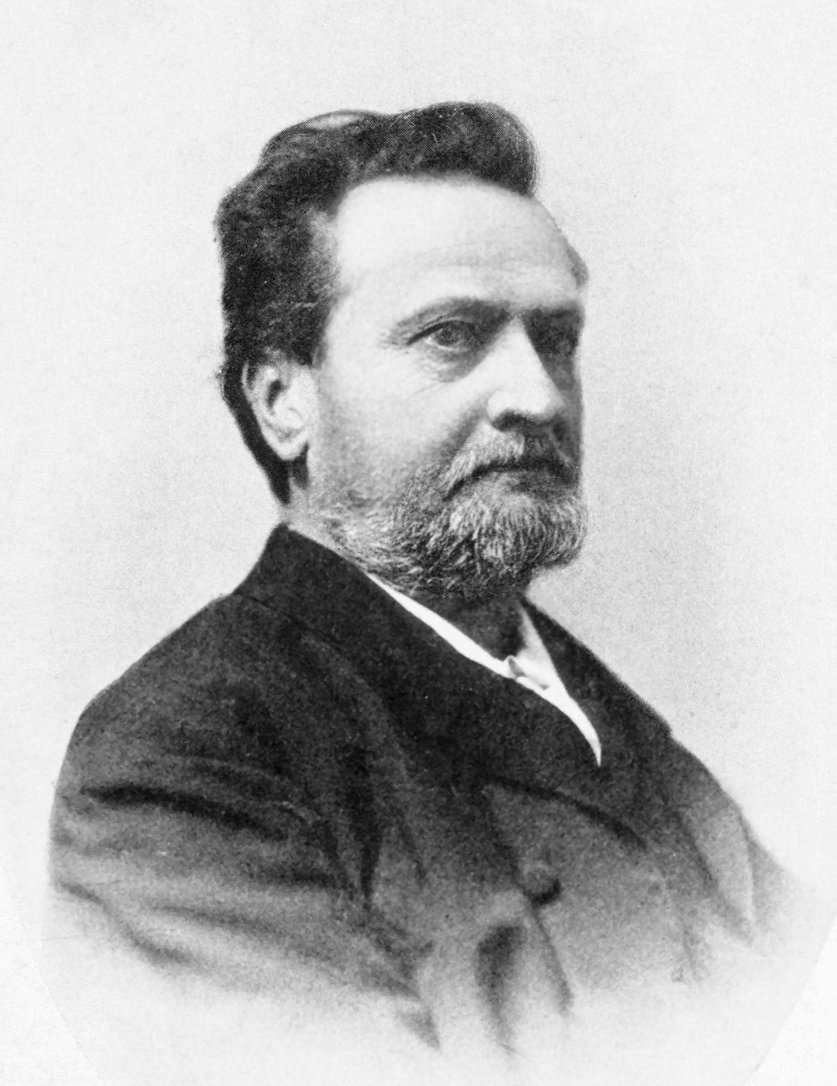
Julius Sachs

È considerato il padre della fisiologia vegetale. Da lui venne pubblicato nel 1865 il primo manuale sull'argomento, Handbuch der Experimentalphysiologie der Pflanzen. È autore inoltre di un trattato di botanica (1866). 
Insegnò presso le università di Bonn, Friburgo e Würzburg.